# 折衝府
折衝都尉府為唐代府兵制下的基本編制。由驃騎府、車騎府改稱，隸屬於十二軍衛府及東宮六率。以折衝都尉、果毅都尉分任正、副統軍。下設別將、長史、兵曹、參軍、校尉、旅帥、隊正等職務。

## 建制
從現有的資料可以看出折衝府以關內為核心向外逐漸減少，其主要作用為負責訓練新兵、宿衛京師、防秋。現在對於折衝府的討論多在於折衝府的數量以及折衝府設立位置的考量。
一般來說，對於折衝府設立位置原因的探討分為幾種。

1.折衝府的設立與戶口有關並且在唐朝以內制外的政策下所以出現以關內為核心的折衝府分布。

2.折衝府設立目的是為了安置自隋朝以來的大量士兵。

3.折衝府的設立是為了防邊。最後一種認為折衝府設立是為了保護重要的軍事建築或交通要道。

## 延伸阅读
[在维基数据编辑]
 《欽定古今圖書集成·明倫彙編·官常典·內府部》，出自陈梦雷《古今圖書集成》